# Bo Johansson (författare)
Bo Johansson, född 10 januari 1925 i Vilhelmina, död 1 januari 2017 i Vilhelmina var en svensk författare.

## Priser och utmärkelser
- 1981 – Landsbygdens författarstipendium
- 1983 – Vilhelmina kommuns kulturstipendium
- 1992 – Västerbottens läns landstings kulturstipendium
- 1993 – Olof Högberg-plaketten